# Старова, Сулейман
Сулейман Старова (алб. Sulejman Starova; 1874, д. Старова близ Поградец — июль 1934, Корча, Албанское королевство) — албанский политический и государственный деятель, экономист, финансист, прокурор, министр финансов Албании (1921, 1925—1927, 1927—1928).
Почётный гражданин муниципалитета Бусимас.

## Биография
В молодости переехал с семьей в Стамбул, где изучал финансовые науки. До 1912 года работал в банке в Стамбуле, а также во французской миссии.
После провозглашения независимости Албании покинул Османскую империю и вернулся на родину. В 1913—1920 годах работал в финансовом управлении Албании. В 1920 году — советник в Министерстве финансов, в 1921 году впервые занял пост министра финансов Албании. В 1926 году возглавлял албанскую делегацию на переговорах с Италией об экономическом сотрудничестве между двумя странами.
В январе 1924 года был избран в Парламент Албании, вновь переизбран на выборах 1925 года. Последние годы жизни работал в Совете финансового контроля в должности прокурора.
Умер от туберкулёза.